# Casier
Casier là một đô thị (comune) thuộc tỉnh Treviso, vùng Veneto, Ý. Đô thị này có diện tích 13,46 km2, dân số là 10.825 người (thời điểm 30 tháng 9 năm 2007).